# Parque Nabuco
O Parque Nabuco é um parque localizado no distrito do Jabaquara, na zona sul da cidade de São Paulo.
O parque conta com uma grande infraestrutura, como área de estar, churrasqueiras, comedouro para pássaros, pista de Cooper, playgrounds, quadra poliesportiva, sanitários, trilhas, quadra de campo, aquário e viveiro de mudas. Também possui um bosque com aparelhos de alongamento, pranchas de abdominal e barras, além de trilhas ecológicas com marcação das árvores. Ele recebeu este nome em homenagem a Fernando Nabuco de Abreu, antigo proprietário da área.
O parque possui uma imensa vegetação remanescente de Mata Atlântica, contando com bosques, áreas ajardinadas e gramados. Além disso, contém uma vasta fauna, contando com 59 espécies, sendo 29 apenas de aves. Nas suas dependências, há algumas atividades não permitidas, como fazer churrascos fora da área designada ou acender fogueiras, andar de bicicleta e realizar comércio ambulante.